# Clémentine Haenel
Pour les articles homonymes, voir Haenel.
Clémentine Haenel, née en 1992, est une écrivaine française.

## Biographie

### Enfance et formation
Clémentine Haenel naît en 1992. Elle suit le master de création littéraire de l'université de Paris VIII.

### Carrière littéraire
En 2018, Clémentine Haenel publie son premier roman, Mauvaise passe, qui raconte la dérive d'une jeune parisienne et qu'elle a écrit pendant son master de création littéraire,.
Son deuxième roman, Pleins phares, publié en 2023, fait partie des cinq finalistes du Prix Blù Jean-Marc Roberts 2023. Il fait également partie des douze livres sélectionnés pour le Prix Wepler-Fondation La Poste 2023,. Il raconte l'histoire de trois hommes et une femme dont les destins tragiques se croisent.
En 2024, elle publie une nouvelle, Soleil cou coupé, pour la collection Vrilles du magazine Zone critique, qui évoque les clubs de vacances all inclusive.

### Vie privée
Clémentine Haenel vit à Paris. Elle est professeure des écoles à mi-temps.

## Œuvre

### Romans
- Mauvaise passe, Gallimard, 2018
- Pleins phares, Gallimard, 2023